# Giuseppe Meazza
(Vittorio Pozzo, in Campioni del mondo. Quarant'anni di storia del calcio italiano, Roma, CEN, 1968)
Giuseppe Meazza, detto Peppino o, in dialetto milanese, Peppìn (Milano, 23 agosto 1910 – Lissone, 21 agosto 1979), è stato un calciatore, allenatore di calcio e dirigente sportivo italiano, di ruolo attaccante o centrocampista.
Considerato da alcuni esperti il più grande calciatore italiano di tutti i tempi nonché tra i migliori in assoluto, occupa la 37ª posizione nella speciale classifica dei migliori calciatori del XX secolo pubblicata dalla rivista World Soccer e la 21ª posizione nell'omonima lista stilata dall'IFFHS. Ha legato la sua carriera all'Inter, dove ha giocato per un totale di 14 stagioni di cui 9 da capitano, divenendone il miglior marcatore di tutti i tempi: in nerazzurro ha conquistato 3 titoli di campione d'Italia e una Coppa Italia, oltre a laurearsi per 3 volte capocannoniere sia del campionato italiano sia della Coppa dell'Europa Centrale. Con la nazionale italiana fu campione del mondo nel 1934 e nel 1938, rimanendo tuttora il secondo miglior marcatore della rappresentativa azzurra, dietro al solo Gigi Riva.
Ritiratosi dal calcio giocato, divenne giornalista e allenatore. Alcuni mesi dopo la sua morte, il 2 marzo 1980 gli venne intitolato lo stadio San Siro di Milano.

## Biografia
Fu uno dei primi calciatori a godere di grande popolarità anche al di fuori del terreno di gioco.
Morì all'età di 68 anni a Lissone, in seguito a un tumore del pancreas (organo che gli era già stato parzialmente asportato chirurgicamente), aggravato da problemi cardiocircolatori. La notizia fu diramata per sua volontà a funerali avvenuti, e ciò causò non pochi fraintendimenti su luogo e data di morte. Meazza venne inizialmente tumulato al Cimitero Monumentale di Milano; nell'autunno 2004 la salma venne traslata nella cripta del famedio del medesimo cimitero.

## Caratteristiche tecniche
(Gianni Brera, Peppìn Meazza era il fòlber, in il Giornale Nuovo, 24 agosto 1979)
Eccellente tiratore, rapido nei movimenti e avvezzo a giocate acrobatiche, era dotato di notevoli qualità tecniche, che sfociavano in una spiccata propensione a eludere il diretto avversario con delle finte: a detta di Giovanni Arpino, i virtuosismi di Meazza mettevano in tale difficoltà i difensori che questi ultimi, ritenendo di avere poche chance di fermarlo, tendevano a contrastarlo senza convinzione. Sicuro dei propri mezzi, era solito iniziare il match in sordina, per poi alzare all'improvviso i ritmi di gioco. Andava frequentemente in gol saltando il portiere, una rete denominata «alla Meazza» o «a invito»; era inoltre piuttosto abile nel gioco aereo, a dispetto di una statura relativamente ridotta. Non di rado si incaricava della battuta dei calci di rigore – riuscendo spesso a spiazzare l'estremo difensore avversario –, e delle punizioni, sia per concludere a rete che per servire i compagni di squadra. Nel corso della sua carriera ha ricoperto i ruoli di centravanti e mezzala.

## Carriera

### Giocatore

#### Club

##### Inizi
Nato nel popolare quartiere di Porta Vittoria, iniziò a giocare a sei anni sui campi di Greco Milanese e Porta Romana in un gruppo di bambini che lui definì i Maestri Campionesi inseguendo una palla fatta di stracci. Ottenuto finalmente il consenso della mamma (il padre era morto nel 1917 nella Grande Guerra), all'età di dodici anni inizia a giocare sui campi regolari con i ragazzi uliciani del Gloria F.C., dove un ammiratore gli regala quelle scarpette che tanto desiderava (e lui non poteva comprare) e che il "Brigatti" vendeva in corso Venezia all'equivalente di circa tre stipendi.

##### L'affermazione nell'Ambrosiana-Inter

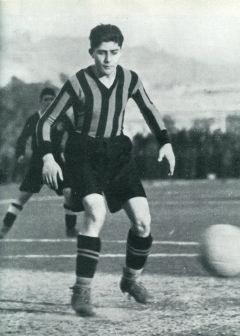
Un diciassettenne Meazza in azione con la maglia dell'Inter

Scartato dal Milan a causa del fisico mingherlino, a quattordici anni compiuti entrò a far parte dell'Ambrosiana Inter disputando il campionato ragazzi. Fu Fulvio Bernardini a scoprirlo e a insistere presso l'allenatore nerazzurro, Árpád Weisz, affinché lo inserisse in prima squadra: Bernardini – il quale sarebbe diventato in seguito un importante allenatore e avrebbe scoperto numerosi altri giocatori, tra cui un altro che diventerà poi egli stesso centravanti dell'Inter, Alessandro Altobelli – si fermava sempre più spesso, al termine degli allenamenti, a osservare estasiato, tra i ragazzi delle giovanili, quel ragazzino che con il pallone tra i piedi faceva meraviglie. Bernardini, si narra, fu tanto insistente e convincente che alla fine Weisz volle visionarlo personalmente. Weisz si rese conto che Bernardini non aveva esagerato: a sedici anni il ragazzo fu aggregato in prima squadra, e un anno dopo Meazza esordiva nell'Inter, nella Coppa Volta.
Fu in quell'occasione che gli fu dato il soprannome di "Balilla". Quando l'allenatore Weisz lesse nello spogliatoio la formazione, annunciando la presenza in squadra di Meazza fin dal primo minuto, un anziano giocatore dell'Inter, Leopoldo Conti, esclamò sarcastico: «Adesso facciamo giocare anche i balilla!»; l'Opera Nazionale Balilla, che raccoglieva tutti i bambini dagli 8 ai 14 anni, era stata costituita nel 1926 e così allo scherzoso "Poldo" venne naturale apostrofare in quel modo il giovane esordiente. Ma si sarebbe ricreduto presto: Meazza, in quella partita giocata contro la US Milanese, segnò tre gol, assicurando all'Inter la vittoria e facendo capire a tutti che era nata una stella. "Peppìn", come veniva chiamato in dialetto meneghino, seguitò a giocare nel ruolo di centravanti nell'Ambrosiana – com'era stata ribattezzata l'Inter in epoca fascista, dopo la forzata fusione con la Milanese –: iniziò subito a farsi notare a suon di gol nonché per la sua classe sopraffina, tanto che, non ancora ventenne, guidò la sua squadra alla vittoria del neonato campionato di Serie A nell'annata 1929-1930, facendo suo anche il titolo di capocannoniere con 31 reti, tutte su azione.
Nel 1935-1936 si laureò nuovamente capocannoniere, stavolta con 25 reti, impresa che ripeté anche nel 1937-1938 guidando per la seconda volta l'Ambrosiana-Inter alla conquista dello scudetto.

##### Milano, Juventus e gli ultimi anni

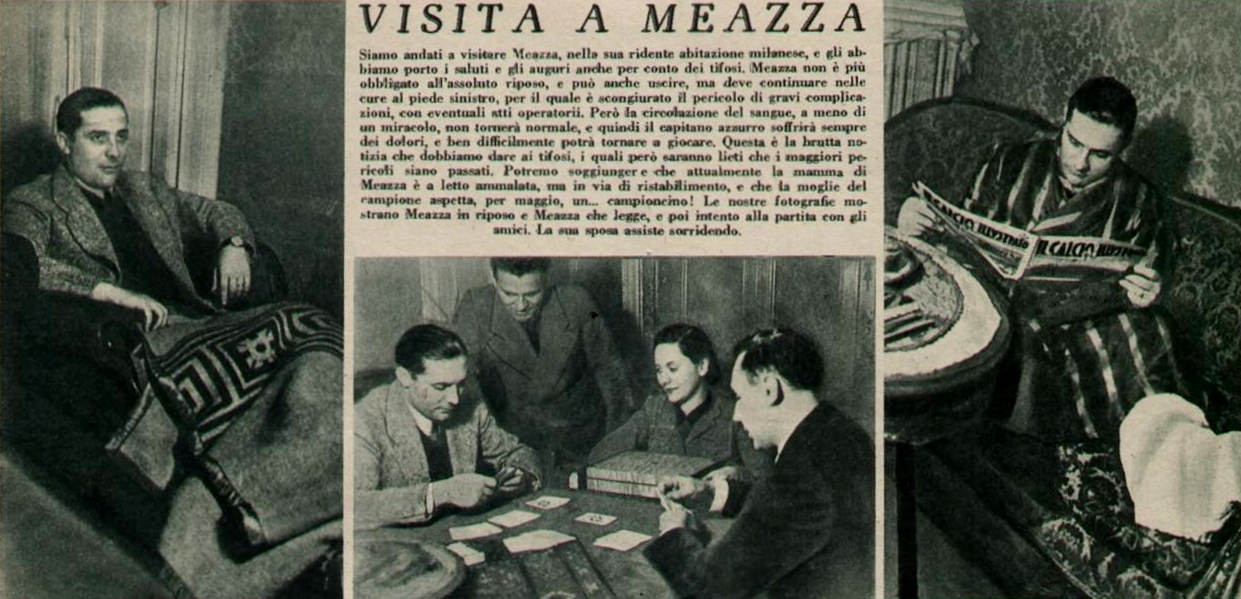
Articolo de Il Calcio Illustrato del gennaio 1940, che racconta la degenza casalinga di Meazza a seguito del cosiddetto "piede gelato".

L'annata 1938-1939 segnò l'inizio del declino di Meazza, a causa di un infortunio – il famoso "piede gelato", un'occlusione dei vasi sanguigni al piede sinistro – che lo tenne poi lontano dai terreni di gioco per oltre un anno. Nell'autunno 1940 tornò al calcio giocato, stavolta con la maglia del Milano – nome allora adottato dalla squadra rossonera per questioni politiche –, ma non si trattava più del campione di un tempo, minato dall'infortunio occorsogli.
Dopo due stagioni in rossonero passò quindi per un'annata alla Juventus con cui tornò un'ultima volta su buoni livelli realizzativi, chiudendo il campionato 1942-1943 in doppia cifra (10 reti in 27 partite) e formando, assieme a Riza Lushta e Sentimenti III, il più prolifico reparto d'attacco del torneo. Seguì poi il cosiddetto campionato di guerra 1943-1944 disputato tra le file del Varese (7 gol in 20 partite) e una breve permanenza all'Atalanta nel 1945-1946, anno in cui ricoprì per un breve periodo anche il ruolo di allenatore, prima di un'ultima stagione giocata con la maglia della sua carriera, quella dell'Inter, segnando la sua ultima marcatura nell'incontro casalingo contro la Triestina del 13 aprile 1947.

#### Nazionale

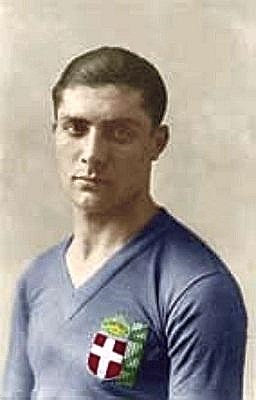
Meazza agli esordi con la nazionale, nei primi anni 1930.

Esordì in nazionale non ancora ventenne il 9 febbraio 1930 a Roma in Italia-Svizzera terminata 4-2 con le sue due reti. Tre mesi più tardi, l'11 maggio dello stesso anno, alla sua quarta presenza in maglia azzurra, Meazza appose la sua prima firma in campo internazionale, in una delle giornate più gloriose del calcio italiano. Tre prodezze del Balilla spianarono la strada alla nazionale guidata da Vittorio Pozzo verso il primo grande trionfo della sua giovane storia: l’Italia superò l'Ungheria a Budapest con un netto 5-0, in quella che, di fatto, era la finale della prima Coppa Internazionale. Era quella anche la prima vittoria italiana in casa dei maestri danubiani, trasferta che, fino ad allora, aveva restituito memorabili rovesci, e il nome del diciannovenne fuoriclasse di Porta Vittoria irruppe nel novero delle grandi stelle del calcio continentale. L'eco dell'impresa, in Italia, fu enorme. La partita, seguita alla radio da un pubblico incredulo, rappresentò momento di svolta per il calcio, non più vassallo delle scuole mitteleuropee, e, dopo quella partita, Meazza sarà l'eroe di tutti gli sportivi italiani.
La sua carriera in azzurro fu di assoluto rilievo: guidò l'Italia alla conquista del suo primo campionato del mondo, nell'edizione casalinga del 1934, realizzando 4 reti, di cui 2 nel preliminare contro la Grecia, una agli Stati Uniti negli ottavi di finale e quella fondamentale nella ripetizione contro la Spagna dei quarti di finale; quest'ultima partita venne rigiocata poiché il giorno prima si era conclusa in parità dopo i tempi supplementari (allora non erano previsti i tiri di rigore): Meazza si dice fu "sbloccato" dopo che il tecnico spagnolo non schierò misteriosamente il suo spauracchio, il celebre portiere Ricardo Zamora, considerato all'epoca tra i migliori al mondo nel suo ruolo. Nel corso della competizione Meazza ricoprì, come sempre più spesso gli accadeva, il ruolo di interno in luogo di quello di centravanti di inizio carriera.
La prima partita con la nazionale campione del mondo fu la celebre battaglia di Highbury, così denominata perché si disputò nello stadio londinese di Highbury, in casa dei presunti "Maestri" dell'Inghilterra (che non disputavano la coppa del mondo perché si arrogavano il titolo di "inventori del calcio"). La partita cominciò molto male per l'Italia, che subì nei primi 12 minuti 3 reti e perse per infortunio il centromediano Luis Monti, ma nella ripresa fu proprio Meazza a risollevare le sorti italiane con una doppietta. Tuttavia, la sconfitta per 3-2 in inferiorità numerica contro gli inglesi, in una partita molto dura e maschia come non mai, è tuttora ricordata non certo come un'onta.
Il 9 dicembre 1934, in una partita contro l'Ungheria, segnò il gol numero 25 (in 29 partite) con la maglia azzurra, affiancando Adolfo Baloncieri in vetta alla classifica marcatori della nazionale. Nella partita seguente contro la Francia, del 17 febbraio 1935, fece altri 2 gol che gli consentirono di balzare al comando della classifica in solitario.
Nel 1938, agendo in posizione di centrocampista, fu il capitano degli azzurri alla Coppa Rimet disputatasi in Francia: il secondo, prestigioso successo che portò l'Italia ai vertici del calcio mondiale e che permette di ricordare quella squadra come una delle più forti di tutti i tempi. Il 16 giugno, a Marsiglia, nella semifinale del torneo iridato, mise a segno al Brasile il gol numero 33, una rete decisiva, l'ultima della sua carriera in nazionale (passata alla storia poiché a causa della rottura dell'elastico dei pantaloncini tirò un calcio di rigore tenendoli con una mano); in seguito giocherà altre 7 partite in maglia azzurra senza andare in gol. Il suo record sottorete sarà raggiunto dal solo Gigi Riva il 9 giugno 1973, sempre contro i brasiliani in un'amichevole, e quindi superato il 29 settembre dello stesso anno contro la Svezia. Da bomber azzurro, Meazza vanta la seconda permanenza più lunga al primo posto: 38 anni, 3 mesi e 23 giorni.
In totale Meazza ai mondiali ha disputato 9 incontri segnando 3 gol.

### Allenatore

Meazza (estrema destra) in veste di preparatore della nazionale nel 1952.

Dopo le esperienze da giocatore-allenatore maturate a Bergamo e Milano nell'immediato secondo dopoguerra, da tecnico guidò la Pro Patria e ancora l'Inter in varie circostanze. Nel biennio 1952-1953 fece parte della commissione tecnica della nazionale maggiore affiancando, in qualità di preparatore atletico, l'allenatore Piercarlo Beretta; fu inoltre il selezionatore della nazionale olimpica al torneo di Helsinki 1952, dove venne sconfitto agli ottavi di finale dalla squadra d'oro ungherese.
Fu anche il primo italiano a guidare una squadra straniera, il Beşiktaş, rimanendo in Turchia per cinque mesi a partire dal gennaio 1949. In seguito divenne responsabile del settore giovanile dell'Inter.

## Statistiche
Tra club e nazionale, Meazza ha giocato globalmente 563 partite e segnato 346 reti, alla media di 0,62 gol a partita.

### Presenze e reti nei club
| Stagione        | Squadra          | Campionato      | Campionato | Campionato | Coppe nazionali | Coppe nazionali | Coppe nazionali | Coppe continentali | Coppe continentali | Coppe continentali | Altre coppe | Altre coppe | Altre coppe | Totale | Totale |
| Stagione        | Squadra          | Comp            | Pres       | Reti       | Comp            | Pres            | Reti            | Comp               | Pres               | Reti               | Comp        | Pres        | Reti        | Pres   | Reti   |
| --------------- | ---------------- | --------------- | ---------- | ---------- | --------------- | --------------- | --------------- | ------------------ | ------------------ | ------------------ | ----------- | ----------- | ----------- | ------ | ------ |
| 1927-1928       | Inter            | DN              | 33         | 12         | -               | -               | -               | -                  | -                  | -                  | -           | -           | -           | 33     | 12     |
| 1928-1929       | Ambrosiana       | DN              | 29         | 33         | -               | -               | -               | -                  | -                  | -                  | CEC         | 1           | 0           | 30     | 33     |
| 1929-1930       | Ambrosiana       | A               | 33         | 31         | -               | -               | -               | -                  | -                  | -                  | CEC         | 6           | 7           | 39     | 38     |
| 1930-1931       | Ambrosiana       | A               | 34         | 24         | -               | -               | -               | -                  | -                  | -                  | -           | -           | -           | 34     | 24     |
| 1931-1932       | Ambrosiana-Inter | A               | 28         | 21         | -               | -               | -               | -                  | -                  | -                  | -           | -           | -           | 28     | 21     |
| 1932-1933       | Ambrosiana-Inter | A               | 32         | 20         | -               | -               | -               | -                  | -                  | -                  | -           | -           | -           | 32     | 20     |
| 1933-1934       | Ambrosiana-Inter | A               | 32         | 21         | -               | -               | -               | -                  | -                  | -                  | CEC         | 6           | 5           | 38     | 26     |
| 1934-1935       | Ambrosiana-Inter | A               | 30         | 18         | -               | -               | -               | -                  | -                  | -                  | CEC         | 2           | 3           | 32     | 21     |
| 1935-1936       | Ambrosiana-Inter | A               | 29         | 25         | CI              | 2               | 1               | -                  | -                  | -                  | CEC         | 2           | 2           | 33     | 28     |
| 1936-1937       | Ambrosiana-Inter | A               | 26         | 11         | CI              | 4               | 3               | -                  | -                  | -                  | CEC         | 6           | 10          | 36     | 24     |
| 1937-1938       | Ambrosiana-Inter | A               | 26         | 20         | CI              | 4               | 8               | -                  | -                  | -                  | -           | -           | -           | 30     | 28     |
| 1938-1939       | Ambrosiana-Inter | A               | 16         | 4          | CI              | 6               | 0               | -                  | -                  | -                  | CEC         | 4           | 2           | 26     | 6      |
| 1939-1940       | Ambrosiana-Inter | A               | 0          | 0          | CI              | 0               | 0               | -                  | -                  | -                  | CEC         | 1           | 0           | 1      | 0      |
| 1940-1941       | Milano           | A               | 14         | 6          | CI              | 1               | 0               | -                  | -                  | -                  | -           | -           | -           | 15     | 6      |
| 1941-1942       | Milano           | A               | 23         | 3          | CI              | 4               | 2               | -                  | -                  | -                  | -           | -           | -           | 27     | 5      |
| Totale Milano   | Totale Milano    | Totale Milano   | 37         | 9          |                 | 5               | 2               |                    | -                  | -                  |             | -           | -           | 42     | 11     |
| 1942-1943       | Juventus         | A               | 27         | 10         | CI              | 0               | 0               | -                  | -                  | -                  | -           | -           | -           | 27     | 10     |
| 1944            | Varese           | C-AI            | 20         | 7          | -               | -               | -               | -                  | -                  | -                  | -           | -           | -           | 20     | 7      |
| 1945-1946       | Atalanta         | DN              | 14         | 2          | -               | -               | -               | -                  | -                  | -                  | -           | -           | -           | 14     | 2      |
| 1946-1947       | Inter            | A               | 17         | 2          | -               | -               | -               | -                  | -                  | -                  | -           | -           | -           | 17     | 2      |
| Totale Inter    | Totale Inter     | Totale Inter    | 365        | 242        |                 | 16              | 12              |                    | -                  | -                  |             | 28          | 29          | 409    | 283    |
| Totale carriera | Totale carriera  | Totale carriera | 463        | 270        |                 | 21              | 14              |                    | -                  | -                  |             | 28          | 29          | 512    | 313    |

### Cronologia presenze e reti in nazionale
| Cronologia completa delle presenze e delle reti in nazionale ― Italia | Cronologia completa delle presenze e delle reti in nazionale ― Italia | Cronologia completa delle presenze e delle reti in nazionale ― Italia | Cronologia completa delle presenze e delle reti in nazionale ― Italia | Cronologia completa delle presenze e delle reti in nazionale ― Italia | Cronologia completa delle presenze e delle reti in nazionale ― Italia | Cronologia completa delle presenze e delle reti in nazionale ― Italia | Cronologia completa delle presenze e delle reti in nazionale ― Italia |
| Data                                                                  | Città                                                                 | In casa                                                               | Risultato                                                             | Ospiti                                                                | Competizione                                                          | Reti                                                                  | Note                                                                  |
| --------------------------------------------------------------------- | --------------------------------------------------------------------- | --------------------------------------------------------------------- | --------------------------------------------------------------------- | --------------------------------------------------------------------- | --------------------------------------------------------------------- | --------------------------------------------------------------------- | --------------------------------------------------------------------- |
| 9-2-1930                                                              | Roma                                                                  | Italia                                                                | 4 – 2                                                                 | Svizzera                                                              | Amichevole                                                            | 2                                                                     |                                                                       |
| 2-3-1930                                                              | Francoforte                                                           | Germania                                                              | 0 – 2                                                                 | Italia                                                                | Amichevole                                                            | 1                                                                     |                                                                       |
| 6-4-1930                                                              | Amsterdam                                                             | Paesi Bassi                                                           | 1 – 1                                                                 | Italia                                                                | Amichevole                                                            | -                                                                     |                                                                       |
| 11-5-1930                                                             | Budapest                                                              | Ungheria                                                              | 0 – 5                                                                 | Italia                                                                | Coppa Internazionale                                                  | 3                                                                     |                                                                       |
| 22-6-1930                                                             | Bologna                                                               | Italia                                                                | 2 – 3                                                                 | Spagna                                                                | Amichevole                                                            | -                                                                     |                                                                       |
| 25-1-1931                                                             | Bologna                                                               | Italia                                                                | 5 – 0                                                                 | Francia                                                               | Amichevole                                                            | 3                                                                     |                                                                       |
| 22-2-1931                                                             | Milano                                                                | Italia                                                                | 2 – 1                                                                 | Austria                                                               | Coppa Internazionale                                                  | 1                                                                     |                                                                       |
| 29-3-1931                                                             | Berna                                                                 | Svizzera                                                              | 1 – 1                                                                 | Italia                                                                | Coppa Internazionale                                                  | -                                                                     |                                                                       |
| 19-4-1931                                                             | Bilbao                                                                | Spagna                                                                | 0 – 0                                                                 | Italia                                                                | Amichevole                                                            | -                                                                     |                                                                       |
| 20-5-1931                                                             | Roma                                                                  | Italia                                                                | 3 – 0                                                                 | Scozia                                                                | Amichevole                                                            | 1                                                                     |                                                                       |
| 15-11-1931                                                            | Roma                                                                  | Italia                                                                | 2 – 2                                                                 | Cecoslovacchia                                                        | Coppa Internazionale                                                  | -                                                                     |                                                                       |
| 20-3-1932                                                             | Vienna                                                                | Austria                                                               | 2 – 1                                                                 | Italia                                                                | Coppa Internazionale                                                  | 1                                                                     |                                                                       |
| 8-5-1932                                                              | Budapest                                                              | Ungheria                                                              | 1 – 1                                                                 | Italia                                                                | Coppa Internazionale                                                  | -                                                                     |                                                                       |
| 28-10-1932                                                            | Praga                                                                 | Cecoslovacchia                                                        | 2 – 1                                                                 | Italia                                                                | Coppa Internazionale                                                  | -                                                                     |                                                                       |
| 27-11-1932                                                            | Milano                                                                | Italia                                                                | 4 – 2                                                                 | Ungheria                                                              | Amichevole                                                            | 1                                                                     |                                                                       |
| 1-1-1933                                                              | Bologna                                                               | Italia                                                                | 3 – 1                                                                 | Germania                                                              | Amichevole                                                            | 1                                                                     |                                                                       |
| 12-2-1933                                                             | Bruxelles                                                             | Belgio                                                                | 2 – 3                                                                 | Italia                                                                | Amichevole                                                            | 2                                                                     |                                                                       |
| 2-4-1933                                                              | Ginevra                                                               | Svizzera                                                              | 0 – 3                                                                 | Italia                                                                | Coppa Internazionale                                                  | 1                                                                     |                                                                       |
| 13-5-1933                                                             | Roma                                                                  | Italia                                                                | 1 – 1                                                                 | Inghilterra                                                           | Amichevole                                                            | -                                                                     |                                                                       |
| 3-12-1933                                                             | Firenze                                                               | Italia                                                                | 5 – 2                                                                 | Svizzera                                                              | Coppa Internazionale                                                  | 1                                                                     |                                                                       |
| 11-2-1934                                                             | Torino                                                                | Italia                                                                | 2 – 4                                                                 | Austria                                                               | Coppa Internazionale                                                  | -                                                                     |                                                                       |
| 25-3-1934                                                             | Milano                                                                | Italia                                                                | 4 – 0                                                                 | Grecia                                                                | Qual. Mondiali 1934                                                   | 2                                                                     |                                                                       |
| 27-5-1934                                                             | Roma                                                                  | Italia                                                                | 7 – 1                                                                 | Stati Uniti                                                           | Mondiali 1934 - Ottavi di finale                                      | 1                                                                     |                                                                       |
| 31-5-1934                                                             | Firenze                                                               | Italia                                                                | 1 – 1 dts                                                             | Spagna                                                                | Mondiali 1934 - Quarti di finale                                      | -                                                                     |                                                                       |
| 1-6-1934                                                              | Firenze                                                               | Italia                                                                | 1 – 0                                                                 | Spagna                                                                | Mondiali 1934 - Quarti di finale (ripetizione)                        | 1                                                                     |                                                                       |
| 3-6-1934                                                              | Milano                                                                | Italia                                                                | 1 – 0                                                                 | Austria                                                               | Mondiali 1934 - Semifinale                                            | -                                                                     |                                                                       |
| 10-6-1934                                                             | Roma                                                                  | Italia                                                                | 2 – 1 dts                                                             | Cecoslovacchia                                                        | Mondiali 1934 - Finale                                                | -                                                                     | 1º titolo mondiale                                                    |
| 14-11-1934                                                            | Londra                                                                | Inghilterra                                                           | 3 – 2                                                                 | Italia                                                                | Amichevole                                                            | 2                                                                     | Battaglia di Highbury                                                 |
| 9-12-1934                                                             | Milano                                                                | Italia                                                                | 4 – 2                                                                 | Ungheria                                                              | Amichevole                                                            | 1                                                                     |                                                                       |
| 17-2-1935                                                             | Roma                                                                  | Italia                                                                | 2 – 1                                                                 | Francia                                                               | Amichevole                                                            | 2                                                                     |                                                                       |
| 27-10-1935                                                            | Praga                                                                 | Cecoslovacchia                                                        | 2 – 1                                                                 | Italia                                                                | Coppa Internazionale                                                  | -                                                                     |                                                                       |
| 24-11-1935                                                            | Milano                                                                | Italia                                                                | 2 – 2                                                                 | Ungheria                                                              | Coppa Internazionale                                                  | -                                                                     |                                                                       |
| 5-4-1936                                                              | Zurigo                                                                | Svizzera                                                              | 1 – 2                                                                 | Italia                                                                | Amichevole                                                            | -                                                                     |                                                                       |
| 17-5-1936                                                             | Roma                                                                  | Italia                                                                | 2 – 2                                                                 | Austria                                                               | Amichevole                                                            | -                                                                     |                                                                       |
| 31-5-1936                                                             | Budapest                                                              | Ungheria                                                              | 1 – 2                                                                 | Italia                                                                | Amichevole                                                            | 1                                                                     |                                                                       |
| 25-10-1936                                                            | Milano                                                                | Italia                                                                | 4 – 2                                                                 | Svizzera                                                              | Coppa Internazionale                                                  | 1                                                                     |                                                                       |
| 25-4-1937                                                             | Torino                                                                | Italia                                                                | 2 – 0                                                                 | Ungheria                                                              | Coppa Internazionale                                                  | -                                                                     | Cap.                                                                  |
| 23-5-1937                                                             | Praga                                                                 | Cecoslovacchia                                                        | 0 – 1                                                                 | Italia                                                                | Coppa Internazionale                                                  | -                                                                     | Cap.                                                                  |
| 27-5-1937                                                             | Oslo                                                                  | Norvegia                                                              | 1 – 3                                                                 | Italia                                                                | Amichevole                                                            | 1                                                                     | Cap.                                                                  |
| 31-10-1937                                                            | Ginevra                                                               | Svizzera                                                              | 2 – 2                                                                 | Italia                                                                | Coppa Internazionale                                                  | -                                                                     | Cap.                                                                  |
| 5-12-1937                                                             | Parigi                                                                | Francia                                                               | 0 – 0                                                                 | Italia                                                                | Amichevole                                                            | -                                                                     | Cap.                                                                  |
| 15-5-1938                                                             | Milano                                                                | Italia                                                                | 6 – 1                                                                 | Belgio                                                                | Amichevole                                                            | 1                                                                     | Cap.                                                                  |
| 22-5-1938                                                             | Genova                                                                | Italia                                                                | 4 – 0                                                                 | Jugoslavia                                                            | Amichevole                                                            | 1                                                                     | Cap.                                                                  |
| 5-6-1938                                                              | Marsiglia                                                             | Norvegia                                                              | 1 – 2 dts                                                             | Italia                                                                | Mondiali 1938 - Ottavi di finale                                      | -                                                                     | Cap.                                                                  |
| 12-6-1938                                                             | Parigi                                                                | Francia                                                               | 1 – 3                                                                 | Italia                                                                | Mondiali 1938 - Quarti di finale                                      | -                                                                     | Cap.                                                                  |
| 16-6-1938                                                             | Marsiglia                                                             | Brasile                                                               | 1 – 2                                                                 | Italia                                                                | Mondiali 1938 - Semifinale                                            | 1                                                                     | Cap.                                                                  |
| 19-6-1938                                                             | Parigi                                                                | Ungheria                                                              | 2 – 4                                                                 | Italia                                                                | Mondiali 1938 - Finale                                                | -                                                                     | Cap. 2º titolo mondiale                                               |
| 26-3-1939                                                             | Firenze                                                               | Italia                                                                | 3 – 2                                                                 | Germania                                                              | Amichevole                                                            | -                                                                     | Cap.                                                                  |
| 13-5-1939                                                             | Milano                                                                | Italia                                                                | 2 – 2                                                                 | Inghilterra                                                           | Amichevole                                                            | -                                                                     | Cap.                                                                  |
| 4-6-1939                                                              | Belgrado                                                              | Jugoslavia                                                            | 1 – 2                                                                 | Italia                                                                | Amichevole                                                            | -                                                                     | Cap.                                                                  |
| 8-6-1939                                                              | Budapest                                                              | Ungheria                                                              | 1 – 3                                                                 | Italia                                                                | Amichevole                                                            | -                                                                     | Cap.                                                                  |
| 11-6-1939                                                             | Bucarest                                                              | Romania                                                               | 0 – 1                                                                 | Italia                                                                | Amichevole                                                            | -                                                                     | Cap.                                                                  |
| 20-7-1939                                                             | Helsinki                                                              | Finlandia                                                             | 2 – 3                                                                 | Italia                                                                | Amichevole                                                            | -                                                                     | Cap.                                                                  |
| Totale                                                                |                                                                       | Presenze (45º posto)                                                  | 53                                                                    |                                                                       | Reti (2º posto)                                                       | 33                                                                    |                                                                       |

### Statistiche da allenatore
| Stagione            | Squadra           | Campionato        | Campionato | Campionato | Campionato | Campionato | Coppe nazionali | Coppe nazionali | Coppe nazionali | Coppe nazionali | Coppe nazionali | Coppe continentali | Coppe continentali | Coppe continentali | Coppe continentali | Coppe continentali | Altre coppe | Altre coppe | Altre coppe | Altre coppe | Altre coppe | Totale | Totale | Totale | Totale | % Vittorie |
| Stagione            | Squadra           | Comp              | G          | V          | N          | P          | Comp            | G               | V               | N               | P               | Comp               | G                  | V                  | N                  | P                  | Comp        | G           | V           | N           | P           | G      | V      | N      | P      | %          |
| ------------------- | ----------------- | ----------------- | ---------- | ---------- | ---------- | ---------- | --------------- | --------------- | --------------- | --------------- | --------------- | ------------------ | ------------------ | ------------------ | ------------------ | ------------------ | ----------- | ----------- | ----------- | ----------- | ----------- | ------ | ------ | ------ | ------ | ---------- |
| dic. 1945-gen. 1946 | Atalanta          | DN-AI             | 7          | 2          | 0          | 5          | -               | -               | -               | -               | -               | -                  | -                  | -                  | -                  | -                  | -           | -           | -           | -           | -           | 7      | 2      | 0      | 5      | 28,57      |
| gen.-lug. 1947      | Inter             | A                 | 23         | 11         | 4          | 8          | -               | -               | -               | -               | -               | -                  | -                  | -                  | -                  | -                  | -           | -           | -           | -           | -           | 23     | 11     | 4      | 8      | 47,83      |
| 1947-mar. 1948      | Inter             | A                 | 25         | 11         | 3          | 11         | -               | -               | -               | -               | -               | -                  | -                  | -                  | -                  | -                  | -           | -           | -           | -           | -           | 25     | 11     | 3      | 11     | 44,00      |
| 1948-1949           | Beşiktaş          | IFL               | ?          | ?          | ?          | ?          | -               | -               | -               | -               | -               | -                  | -                  | -                  | -                  | -                  | -           | -           | -           | -           | -           | ?      | ?      | ?      | ?      | ?          |
| 1949-1950           | Pro Patria        | A                 | 38         | 11         | 12         | 15         | -               | -               | -               | -               | -               | -                  | -                  | -                  | -                  | -                  | -           | -           | -           | -           | -           | 38     | 11     | 12     | 15     | 28,95      |
| 1950-1951           | Pro Patria        | A                 | 38         | 14         | 6          | 18         | -               | -               | -               | -               | -               | -                  | -                  | -                  | -                  | -                  | -           | -           | -           | -           | -           | 38     | 14     | 6      | 18     | 36,84      |
| Totale Pro Patria   | Totale Pro Patria | Totale Pro Patria | 76         | 25         | 18         | 33         |                 | -               | -               | -               | -               |                    | -                  | -                  | -                  | -                  |             | -           | -           | -           | -           | 76     | 25     | 18     | 33     | 32,89      |
| gen.-giu. 1956      | Inter             | A                 | 22         | 10         | 6          | 6          | -               | -               | -               | -               | -               | -                  | -                  | -                  | -                  | -                  | -           | -           | -           | -           | -           | 22     | 10     | 6      | 6      | 45,45      |
| mag.-giu. 1957      | Inter             | A                 | 4          | 1          | 0          | 3          | -               | -               | -               | -               | -               | CdF                | 4                  | 2                  | 1                  | 1                  | -           | -           | -           | -           | -           | 8      | 3      | 1      | 4      | 37,50      |
| Totale Inter        | Totale Inter      | Totale Inter      | 74         | 33         | 13         | 28         |                 | -               | -               | -               | -               |                    | 4                  | 2                  | 1                  | 1                  |             | -           | -           | -           | -           | 78     | 35     | 14     | 29     | 44,87      |
| Totale carriera     | Totale carriera   | Totale carriera   | 157+       | 60+        | 31+        | 66+        |                 | -               | -               | -               | -               |                    | 4                  | 2                  | 1                  | 1                  |             | -           | -           | -           | -           | 161    | 62     | 32     | 67     | 38,51      |

## Palmarès

### Giocatore

#### Club
- Campionato italiano: 3

Ambrosiana-Inter: 1929-1930; 1937-1938; 1939-1940
- Coppa Italia: 1

Ambrosiana-Inter: 1938-1939

#### Nazionale
- Campionato mondiale: 2

Italia 1934; Francia 1938
- Coppa Internazionale: 2

1927-1930; 1933-1935

#### Individuale
- Capocannoniere della Serie A: 3

1929-1930 (31 gol); 1935-1936 (25 gol); 1937-1938 (20 gol)
- All-Star Team del mondiale: 1[38]

Italia 1934
- Capocannoniere della Coppa Italia: 1

1937-1938 (8 gol)
- Capocannoniere della Coppa dell'Europa Centrale: 3  (record condiviso con György Sárosi)

1930 (7 gol); 1933 (5 gol, a pari merito con Raimundo Orsi, František Kloz e Matthias Sindelar); 1936 (10 gol)
- Inserito nella Hall of fame del calcio italiano

2011 (riconoscimento alla memoria)
- Inserito nella Walk of Fame dello sport italiano

2015
- Inserito nella Hall of Fame dell'Inter nella categoria Attaccanti

2019